# Лосевское сельское поселение (Костромская область)
Ло́севское се́льское поселе́ние — муниципальное образование в составе Солигаличского района Костромской области России.
Административный центр — село Лосево.

## История
Лосевское сельское поселение образовано 30 декабря 2004 года в соответствии с Законом Костромской области № 237-ЗКО, установлены статус и границы муниципального образования.

## Население
| 2008 | 2010 | 2012 | 2013 | 2014 | 2015 | 2016 |
| ---- | ---- | ---- | ---- | ---- | ---- | ---- |
| 640  | ↘543 | ↘513 | ↘493 | ↘470 | ↘463 | ↘455 |
| 2017 | 2018 | 2019 | 2020 | 2021 |      |      |
| ↘421 | ↘407 | ↗408 | ↘398 | ↘339 |      |      |

## Состав сельского поселения
| №  | Населённый пункт | Тип населённого пункта       | Население |
| -- | ---------------- | ---------------------------- | --------- |
| 1  | Власьево         | деревня                      | ↗49       |
| 2  | Гридино          | деревня                      | →0        |
| 3  | Дорок            | деревня                      | ↘1        |
| 4  | Ерюгино          | деревня                      | →0        |
| 5  | Коровново        | деревня                      | ↗327      |
| 6  | Красниково       | деревня                      | ↗5        |
| 7  | Левашево         | деревня                      | →0        |
| 8  | Лосево           | село, административный центр | ↗139      |
| 9  | Нероново         | деревня                      | ↘3        |
| 10 | Новое Самылово   | деревня                      | ↗40       |
| 11 | Плосково         | деревня                      | ↘0        |
| 12 | Ражково          | деревня                      | →0        |
| 13 | Солда            | деревня                      | ↗1        |
| 14 | Старое Самылово  | деревня                      | ↘29       |
| 15 | Стафурово        | деревня                      | ↗8        |
| 16 | Терентьево       | деревня                      | →0        |
| 17 | Тресково         | деревня                      | ↗5        |
| 18 | Ченцово          | деревня                      | →0        |